# Jean Durand
Jean Durand (18è districte de París. 15 de desembre de 1882 - 10è districte de París, 10 de març de 1946) va ser un guionista i director de cinema francès.

## Biografia
Jean Durand va ser primer periodista i dibuixant, després autor de cafè-concert. La seva trobada amb Georges Fagot li va permetre entrar a Pathé. Va començar allà la seva carrera com a cineasta l'any 1908, després es va traslladar ràpidament al Gaumont, on va reprendre la sèrie de Calino (personatge interpretat per Clément Mégé), després de l'abandonament per Roméo Bosetti.
Amb dues sèries noves, Zigoto (interpretat per Lucien Bataille) i especialment Onésime (amb el personatge d'Onésime interpretat per Ernest Bourbon), Durand obre la comèdia al burlesc més delirant i absurd. S'envolta d'un grup d'actors, que es diuen els Pouittes, on trobem, al costat d'actors com Joaquim Renez o Max Dhartigny, el cantant Raymond Aimos, el l'aviador Charles Nungesser, l'acròbata i domadora Berthe Dagmar (per cert, dona de Jean Durand) o el futur intèrpret de Buñuel i Renoir, Gaston Modot. Amb les seves pel·lícules i els seus intèrprets, Jean Durand està per davant de Mack Sennett i els seus Keystone Cops. També va rodar els primers westerns francesos amb el seu amic Joë Hamman.
Durand va continuar la seva carrera fins al final del cinema mut, el 1929.

## Filmografia

### Director
- 1908: Belle-maman bat les records
- 1908: Transformations élastiques
- 1908: Trop crédules
- 1909: Cyrano de Bergerac
- 1909: L'Enfant du chercheur d'or
- 1909: Frédéric le Grand
- 1909: Le Miracle du collier
- 1909: Sur le sentier de la guerre
- 1909: Les Papas de Francine
- 1910: Amitié de cow-boy
- 1910: L'Amour du ranch
- 1910: À travers la plaine
- 1910: L'Attaque d'un train
- 1910: Les Aventures d'un cow-boy à Paris
- 1910: Bornéo Bill
- 1910: Les Chasseurs de fourrures
- 1910: Dans les airs
- 1910: Le Diamant volé
- 1910: L'Homme qui ressemble au président
- 1910: Le Baptême de Calino
- 1910: Le Fer à cheval
- 1910: La Main coupée
- 1910: Le Pari de Lord Robert
- 1910: Pendaison à Jefferson City
- 1910: Reconnaissance d'Indien
- 1910: Le Rembrandt de la rue Lepic
- 1910: Un drame sur une locomotive
- 1910: Capture gênante
- 1911: Aux mains des bandits
- 1911: Les Aventures de trois Peaux-Rouges à Paris
- 1911: Calino architecte
- 1911: Calino cocher
- 1911: Calino et ses pensionnaires
- 1911: Zigoto et l'Affaire du collier (o La Trouvaille de Zigoto)
- 1911: Calino médecin par amour
- 1911: Calino polygame
- 1911: Calino veut être cow-boy
- 1911: Cent dollars mort ou vif
- 1911: Les Cheveux de l'aimée
- 1911: Calino inspecteur du travail
- 1911: Le Dernier Mot
- 1911: En Camargue
- 1911: Eugénie, redresse-toi
- 1911: Les Amoureux de la caissière
- 1911: La Lettre chargée (o La Lettre recommandée)
- 1911: L'Opérateur tenace
- 1911: Voisins gênants
- 1911: Le Feu à la prairie (La Prairie en feu)
- 1911: L'Inoubliable Berceuse
- 1911: Ma tante fait de la peinture
- 1911: Le Rôle d'un œuf
- 1911: Le Suicidé malgré lui
- 1911: Un monsieur qui a la tête lourde
- 1911: Vers l'immortalité
- 1911: Le Voyage de l'oncle Jules
- 1911: La Cure d'Anatole
- 1911: Le Truc d'Anatole
- 1911: Calino devient enragé
- 1911: Qui perd gagne
- 1911: Le Frère de lait
- 1911: Va promener Azor
- 1911: La Pommade aspirante
- 1911: Mignonne
- 1911: Cyprien est neurasthénique
- 1911: Le Chemineau Rinkeur
- 1911: Le Triomphe d'un lutteur
- 1912: Onésime horloger
- 1912: Le Cadeau d'Onésime
- 1912: Calino chef de gare
- 1912: Calino courtier en paratonnerre
- 1912: Calino dompteur par amour
- 1912: Calino épouse une féministe
- 1912: Calino fait l'omelette
- 1912: Calino gardien de prison
- 1912: Calino père nourricier
- 1912: Calino s'endurcit la figure
- 1912: Calino veut se faire renvoyer
- 1912: La Calomnie punie
- 1912: Le Cheval vertueux
- 1912: Le Collier vivant
- 1912: La Course à l'amour
- 1912: Cœur ardent
- 1912: La Fiancée du toréador
- 1912: L'Homme et l'Ourse
- 1912: Onésime a un duel à l'américaine
- 1912: Onésime aux enfers
- 1912: Onésime contre Onésime
- 1912: Onésime est trop timide
- 1912: Onésime et la Grève des mineurs (Onésime veut arrêter la grève des mineurs)
- 1912: Onésime et la Toilette de Mademoiselle Badinois
- 1912: Onésime et le Chien bienfaisant
- 1912: Onésime et l'Éléphant détective
- 1912: Onésime et le Nourrisson de la nourrice indigne
- 1912: Onésime et le Physicien
- 1912: Onésime et l'Étudiante
- 1912: Onésime garçon costumier
- 1912: Onésime gentleman détective
- 1912: Onésime, l'amour vous appelle
- 1912: Oxford contre Martigues
- 1912: Le Railway de la mort
- 1912: Le Révolver matrimonial
- 1912: Sous la griffe
- 1912: Une plaidoirie de Calino
- 1912: Zigoto plombier d'occasion
- 1912: Zigoto en pleine lune de miel
- 1912: Zigoto et la blanchisseuse
- 1912: Zigoto promène ses amis
- 1913: Onésime employé des postes (Onésime postier)
- 1913: Onésime aime les bêtes
- 1913: Onésime aime trop sa belle-mère
- 1913: Onésime champion de boxe
- 1913: Onésime débute au théâtre
- 1913: Onésime dresseur d'hommes et de chevaux
- 1913: Onésime en bonne fortune
- 1913: Onésime et l'Affaire du Tocquard-Palace
- 1913: Onésime et la Panthère de Calino
- 1913: Onésime et le Cœur du tzigane
- 1913: Onésime et le Pas de l'ours
- 1913: Onésime et l'Héritage de Calino
- 1913: Onésime et l'Œuvre d'art
- 1913: Onésime et son âne
- 1913: Onésime et son collègue
- 1913: La Disparition d'Onésime
- 1913: Onésime et la Symphonie inachevée
- 1913: Onésime se marie, Calino aussi
- 1913: Onésime sourcier
- 1913: Onésime sur le sentier de la guerre
- 1913: Onésime, tu l'épouseras quand même
- 1913: Le Mal d'Onésime
- 1913: Le Noël d'Onésime
- 1913: Une triste aventure d'Onésime
- 1914: L'Aventure de Monsieur Smith
- 1914: La Chasse à l'homme
- 1914: L'Enfant et la bouteille
- 1914: L'Enfant et le Chien
- 1914: Fauves et bandits (Bandits et fauves)
- 1914: Le Jugement du fauve
- 1914: Les Lions dans la nuit
- 1914: Les Doigts qui étranglent
- 1914: Le Mariage du frotteur
- 1914: Mister Smith fait l'ouverture
- 1914: Onésime en promenade
- 1914: Onésime et le Clubman
- 1914: Onésime et le Drame de famille
- 1914: Onésime et le Dromadaire
- 1914: Onésime et le Lâche anonyme
- 1914: Onésime et le Pélican
- 1914: Onésime gardien du foyer
- 1914: Onésime, si j'étais roi
- 1914: La Pipe de Master Pouitte
- 1914: Le Système du docteur Bitume
- 1914: Le Vœu d'Onésime
- 1915: Ceux de la terre
- 1916: Les Loups
- 1917: L'Ame des fauves
- 1918: Les Enfants de France
- 1920: Marie la gaieté
- 1921: Marie la bohémienne
- 1922: Marie chez les loups
- 1922: Marie chez les fauves
- 1922: Marie, la femme au singe
- 1925: La Chaussée des géants
- 1927: Palaces
- 1928: L'Île d'amour
- 1929: La Femme rêvée
- 1929: Détresse

### Guionista
- 1928: L'Île d'amour
- 1920: La Flétrissure (Une âme à la dérive)

### Director ajudant
- 1924: Madame Sans-Gêne de Léonce Perret